# Мирон Іван Іванович
Іва́н Миро́н (*  21 листопада 1867, с. Залуква, нині Галицька міська громада, Івано-Франківська область — † 1940, Дора (нині — Яремче)) — інженер залізничної служби, громадський діяч (зокрема, на Станіславівщині). У 1918—1919 роках — державний секретар шляхів ЗУНР.

## Короткий життєпис
Народився 21 листопада 1867 р. у селі Залуква у дяківській родині. Середню освіту здобув у Станиславівській гімназії, а вищу — у Віденському університеті, інженер залізничного транспорту. Його трудовий шлях почався в управлінні залізниць у Станіславі, потім у Львові. Як представник управління залізниць він керував будівництвом тунелів та віадуків-переходів у районі Яремчі.
Проводив громадську роботу в Станиславові: очолював місцеві осередки українських товариств «Сокіл» і «Бесіда», був скарбником філії «Просвіти», на чолі товариства став Володимир Янович. Заходами діячів «Просвіти» і «Сокола» у місті почали будувати Народний дім. Для провадження робіт засновано Кредитове товариство «Народний дім», яке спільно з «Соколом» купує площу, де зводить будинок «Сокола», поряд — «Рідну школу». Спорудження «Рідної школи», яка отримала ім'я М. Шашкевича, зініціював Іван Мирон.
З переходом влади у місті до українців 31 жовтня 1918 очолив управління залізниці Станиславівської дирекції, якій підпорядковувалася залізнична сітка Галичини. 1 листопада 1918 Мирон разом з лікарем Володимиром Яновичем та суддею Климом Кульчицьким забезпечили перебрання влади в Станіславівському повіті.
9 листопада — у складі першого українського уряду — Тимчасового Державного секретаріату, як державний секретар шляхів. На початку січня 1919 Мирон став державним секретарем шляхів, пошти й телеграфу (комунікацій) уряду ЗУНР на чолі з С. Голубовичем. Після об'єднання з Державним секретаріатом пошти й телеграфу — Державний секретаріат комунікацій. Іван Мирон організовував і керував роботою Дирекції пошти та телеграфу, а у повітах — поштово-телеграфних урядів, забезпечував кур'єрський зв'язок. Секретаріат видавав свій друкований орган — «Вістник Державного Секретаріату шляхів». 7 грудня Секретаріат шляхів і 19 грудня Секретаріат пошти та телеграфу видали розпорядки про складання службовцями присяги на вірність Західно-Українській Народній Республіці. Всіх, хто не склав присяги, звільнили з роботи. Згідно з розпорядженням Секретаріату пошти й телеграфу від 19 грудня, колишні австрійські емблеми, написи на установах, їхні печатки були замінені українськими: на телеграфі ввели українську мову. 15 лютого 1919 він категорично поставив питання про відновлення у поточному році 30 % залізниці, в тому числі рухомого складу, полотна, будівель. Початок цих робіт потребував 20 млн, загалом 100 млн корон. У зв'язку з нестачею машиністів, західноукраїнський уряд звернувся за допомогою до уряду Директорії УНР. Міністерство шляхів УНР надіслало машиністів та інших фахівців, також виділило значні кошти: 16 січня 1919 — 5 млн гривень на ремонт вузькоколійок, 28 лютого — 17 млн гривень для експлуатації залізниць, заготівлю палива, металу. Для хоча б часткового розв'язання кадрової проблеми на залізничному транспорті у Станиславові відкрили тримісячні залізнично-технічні курси. Домігся суттєвого збільшення платні залізничникам, підвищення пенсії пенсіонерам, вдовам і сиротам залізничників. Хоча й з великими труднощами, намагався поновити роботу пошти й телеграфу — тільки на лютий 1919 для підтримки належного зв'язку необхідно було відновити 2000 телеграфних стовпів; на той час вже надійно запрацювала пошта. Як висловився державний секретар, «вже можна буде посилати поштою пакунки». Секретаріат, очолюваний Мироном, безпосередньо відповідав за організацію кур'єрського зв'язку, створеного згідно з розпорядком уряду від 10 січня 1919, який охоплював усі повіти ЗУНР з головними станціями у Красному, Тернополі, Станиславові, Стрию і Самборі.
Після зайняття Східної Галичини поляками Іван Мирон оселився в селі Дора (біля Яремча), брав участь у роботі місцевої «Просвіти», також осередку Українського національно-демократичного об'єднання (УНДО) — з 1926.
«Станиславівський вісник» в 1930 роках писав, що І. Мирон «людина чистого, як скло характеру, весь свій труд, знання і маєток віддав на услуги улюбленому селу».
Помер Іван Мирон 1940 року у Дорі, де й похований.

## Вшанування
У сучасному Івано-Франківську існує вулиця його імені.
У 2018 р. на приміщенні залізничного вокзалу Галича встановили меморіальну дошку на честь Івана Мирона — міністра шляхів, пошти ЗУНР.